# Чеберячко Євген Олександрович
Євге́н Олекса́ндрович Чеберя́чко (* 19 червня 1983 року, Київ) — український футболіст, захисник.

## Клубна кар'єра
Вихованець київських ДЮСШ «АТЕК» та ДЮСШ «Динамо». В сезоні 2001/02 виступав у 2-й лізі за команду «Динамо-3», протягом 2002—2004 років — у 1-й лізі за команди ЦСКА та «Закарпаття».
У вищій лізі Чемпіонату України дебютував 20 липня 2004 року в матчі «Закарпаття» Ужгород — «Динамо» Київ (1:2).
У 2005 році перейшов до першолігового харківського «Арсеналу», з яким повернувся до вищої ліги вже у сезоні 2005/06. Після завоювання срібних медалей Першої ліги Арсенал передав право на виступ у вищій лізі та права на більшість гравців ФК «Харків». Таким чином Чеберячко опинився у складі «городян» і грав за ФК «Харків» протягом усіх чотирьох сезонів його виступів у вищому дивізіоні чемпіонату України.
Після вильоту ФК «Харків» з Прем'єр-ліги за результатами сезону 2008/09 Чеберячко перейшов до дніпропетровського «Дніпра», відразу закріпившись в основному складі команди у центрі захисту.
Виступав за молодіжну збірну України, перший матч провів 11 жовтня 2003 року, Україна U21 — Македонія U21 (2:0). Брав участь у фінальній частині Чемпіонату Європи серед молодіжних команд 2006 року, на якому українська молодіжка виборола срібні нагороди.

## Досягнення
Срібний призер молодіжного чемпіонату Європи 2006 року.